# Ongniud
Ongniud (chữ Hán giản thể: 翁牛特旗, bính âm:, Wēngniútè Qí) là một kỳ thuộc địa cấp thị Xích Phong, Khu tự trị Nội Mông, Cộng hòa Nhân dân Trung Hoa. Kỳ này có diện tích:11.882 km², dân số 470.000 người. Trung tâm hành chính là trấn Ô Đan. Về mặt hành chính, kỳ này được chia thành 3 trấn, 14 tô mộc và 2 hương.
- Trấn: Đại Bản, Ba Ngạn Hổ Thạc, Bảo Nhật Vật.
- Hương: Triều Dương, Dương Trường.

## Ký hậu
| Dữ liệu khí hậu của kỳ Ongniud, elevation 634 m (2.080 ft), (1991–2020 normals, extremes 1981–2010) | Dữ liệu khí hậu của kỳ Ongniud, elevation 634 m (2.080 ft), (1991–2020 normals, extremes 1981–2010) | Dữ liệu khí hậu của kỳ Ongniud, elevation 634 m (2.080 ft), (1991–2020 normals, extremes 1981–2010) | Dữ liệu khí hậu của kỳ Ongniud, elevation 634 m (2.080 ft), (1991–2020 normals, extremes 1981–2010) | Dữ liệu khí hậu của kỳ Ongniud, elevation 634 m (2.080 ft), (1991–2020 normals, extremes 1981–2010) | Dữ liệu khí hậu của kỳ Ongniud, elevation 634 m (2.080 ft), (1991–2020 normals, extremes 1981–2010) | Dữ liệu khí hậu của kỳ Ongniud, elevation 634 m (2.080 ft), (1991–2020 normals, extremes 1981–2010) | Dữ liệu khí hậu của kỳ Ongniud, elevation 634 m (2.080 ft), (1991–2020 normals, extremes 1981–2010) | Dữ liệu khí hậu của kỳ Ongniud, elevation 634 m (2.080 ft), (1991–2020 normals, extremes 1981–2010) | Dữ liệu khí hậu của kỳ Ongniud, elevation 634 m (2.080 ft), (1991–2020 normals, extremes 1981–2010) | Dữ liệu khí hậu của kỳ Ongniud, elevation 634 m (2.080 ft), (1991–2020 normals, extremes 1981–2010) | Dữ liệu khí hậu của kỳ Ongniud, elevation 634 m (2.080 ft), (1991–2020 normals, extremes 1981–2010) | Dữ liệu khí hậu của kỳ Ongniud, elevation 634 m (2.080 ft), (1991–2020 normals, extremes 1981–2010) | Dữ liệu khí hậu của kỳ Ongniud, elevation 634 m (2.080 ft), (1991–2020 normals, extremes 1981–2010) |
| Tháng                                                                                               | 1                                                                                                   | 2                                                                                                   | 3                                                                                                   | 4                                                                                                   | 5                                                                                                   | 6                                                                                                   | 7                                                                                                   | 8                                                                                                   | 9                                                                                                   | 10                                                                                                  | 11                                                                                                  | 12                                                                                                  | Năm                                                                                                 |
| --------------------------------------------------------------------------------------------------- | --------------------------------------------------------------------------------------------------- | --------------------------------------------------------------------------------------------------- | --------------------------------------------------------------------------------------------------- | --------------------------------------------------------------------------------------------------- | --------------------------------------------------------------------------------------------------- | --------------------------------------------------------------------------------------------------- | --------------------------------------------------------------------------------------------------- | --------------------------------------------------------------------------------------------------- | --------------------------------------------------------------------------------------------------- | --------------------------------------------------------------------------------------------------- | --------------------------------------------------------------------------------------------------- | --------------------------------------------------------------------------------------------------- | --------------------------------------------------------------------------------------------------- |
| Cao kỉ lục °C (°F)                                                                                  | 10.2 (50.4)                                                                                         | 19.1 (66.4)                                                                                         | 26.9 (80.4)                                                                                         | 33.0 (91.4)                                                                                         | 36.9 (98.4)                                                                                         | 39.0 (102.2)                                                                                        | 40.5 (104.9)                                                                                        | 38.1 (100.6)                                                                                        | 34.7 (94.5)                                                                                         | 29.2 (84.6)                                                                                         | 21.1 (70.0)                                                                                         | 15.8 (60.4)                                                                                         | 40.5 (104.9)                                                                                        |
| Trung bình ngày tối đa °C (°F)                                                                      | −5.0 (23.0)                                                                                         | −0.6 (30.9)                                                                                         | 6.5 (43.7)                                                                                          | 15.9 (60.6)                                                                                         | 23.0 (73.4)                                                                                         | 26.9 (80.4)                                                                                         | 28.9 (84.0)                                                                                         | 27.4 (81.3)                                                                                         | 22.8 (73.0)                                                                                         | 14.8 (58.6)                                                                                         | 4.0 (39.2)                                                                                          | −3.5 (25.7)                                                                                         | 13.4 (56.2)                                                                                         |
| Trung bình ngày °C (°F)                                                                             | −11.6 (11.1)                                                                                        | −7.7 (18.1)                                                                                         | −0.4 (31.3)                                                                                         | 9.1 (48.4)                                                                                          | 16.5 (61.7)                                                                                         | 21.0 (69.8)                                                                                         | 23.3 (73.9)                                                                                         | 21.4 (70.5)                                                                                         | 15.6 (60.1)                                                                                         | 7.6 (45.7)                                                                                          | −2.5 (27.5)                                                                                         | −9.8 (14.4)                                                                                         | 6.9 (44.4)                                                                                          |
| Tối thiểu trung bình ngày °C (°F)                                                                   | −17.1 (1.2)                                                                                         | −13.8 (7.2)                                                                                         | −6.8 (19.8)                                                                                         | 2.2 (36.0)                                                                                          | 9.6 (49.3)                                                                                          | 14.7 (58.5)                                                                                         | 17.7 (63.9)                                                                                         | 15.6 (60.1)                                                                                         | 9.0 (48.2)                                                                                          | 1.3 (34.3)                                                                                          | −7.9 (17.8)                                                                                         | −15.0 (5.0)                                                                                         | 0.8 (33.4)                                                                                          |
| Thấp kỉ lục °C (°F)                                                                                 | −27.4 (−17.3)                                                                                       | −25.8 (−14.4)                                                                                       | −24.5 (−12.1)                                                                                       | −10.2 (13.6)                                                                                        | −1.3 (29.7)                                                                                         | 3.5 (38.3)                                                                                          | 8.7 (47.7)                                                                                          | 4.5 (40.1)                                                                                          | −1.5 (29.3)                                                                                         | −10.9 (12.4)                                                                                        | −22.1 (−7.8)                                                                                        | −26.9 (−16.4)                                                                                       | −27.4 (−17.3)                                                                                       |
| Lượng Giáng thủy trung bình mm (inches)                                                             | 1.3 (0.05)                                                                                          | 2.0 (0.08)                                                                                          | 6.7 (0.26)                                                                                          | 15.8 (0.62)                                                                                         | 34.9 (1.37)                                                                                         | 67.5 (2.66)                                                                                         | 102.2 (4.02)                                                                                        | 62.4 (2.46)                                                                                         | 30.7 (1.21)                                                                                         | 13.9 (0.55)                                                                                         | 6.6 (0.26)                                                                                          | 1.4 (0.06)                                                                                          | 345.4 (13.6)                                                                                        |
| Số ngày giáng thủy trung bình (≥ 0.1 mm)                                                            | 1.8                                                                                                 | 1.7                                                                                                 | 3.3                                                                                                 | 4.3                                                                                                 | 7.8                                                                                                 | 11.7                                                                                                | 12.5                                                                                                | 10.0                                                                                                | 6.5                                                                                                 | 4.5                                                                                                 | 2.8                                                                                                 | 1.6                                                                                                 | 68.5                                                                                                |
| Số ngày tuyết rơi trung bình                                                                        | 2.8                                                                                                 | 2.8                                                                                                 | 4.4                                                                                                 | 2.2                                                                                                 | 0.1                                                                                                 | 0                                                                                                   | 0                                                                                                   | 0                                                                                                   | 0                                                                                                   | 1.6                                                                                                 | 3.6                                                                                                 | 3.0                                                                                                 | 20.5                                                                                                |
| Độ ẩm tương đối trung bình (%)                                                                      | 44                                                                                                  | 39                                                                                                  | 36                                                                                                  | 34                                                                                                  | 38                                                                                                  | 53                                                                                                  | 65                                                                                                  | 66                                                                                                  | 56                                                                                                  | 46                                                                                                  | 46                                                                                                  | 46                                                                                                  | 47                                                                                                  |
| Số giờ nắng trung bình tháng                                                                        | 221.2                                                                                               | 228.6                                                                                               | 273.9                                                                                               | 274.1                                                                                               | 293.7                                                                                               | 269.9                                                                                               | 275.3                                                                                               | 277.7                                                                                               | 266.6                                                                                               | 252.1                                                                                               | 206.8                                                                                               | 203.5                                                                                               | 3.043,4                                                                                             |
| Phần trăm nắng có thể                                                                               | 76                                                                                                  | 76                                                                                                  | 74                                                                                                  | 68                                                                                                  | 65                                                                                                  | 59                                                                                                  | 60                                                                                                  | 65                                                                                                  | 72                                                                                                  | 75                                                                                                  | 72                                                                                                  | 73                                                                                                  | 70                                                                                                  |
| Nguồn: China Meteorological Administration                                                          | | | | | | | | | | | | | |